# ピカレスク小説
ピカレスク小説（ピカレスクしょうせつ、英: Picaresque novel、仏: Roman picaresque、西: Novela picaresca）は、16世紀 - 17世紀のスペインを中心に流行した小説の形式。悪漢小説や悪者小説、ピカレスクロマンとも呼ばれる。

## 文学的コンテクストと一般的な特徴
15世紀にはスペインでも騎士道小説が広く普及し、16世紀には愛読書の1つになった。その騎士道小説や牧人小説といった理想主義的文学の興隆に反発する形で、スペインの繁栄が脆弱な経済基盤にもたらした貧富の差、それに伴う庶民の経済や宗教の退廃、また浮浪者や物乞いたちの出現を表現した小説が登場する。
特徴としては、直截的で口語的な語りと皮肉の口調の文体の中にもユーモアを加えるところ、高貴な血筋の生まれではない主人公が、冒険という非日常ではなく現実という日常を舞台に生きるための闘いを繰り広げ、繁栄の中で当時多くの社会的矛盾を内包するスペインを批判的なまなざしで記している事、などが挙げられる。
作者不詳の『ラサリーリョ・デ・トルメスとその幸運と逆境の生涯』（現存最古のものは1554年）は、後述する『ピカロ：グスマン・デ・アルファラーチェの生涯』からさかのぼって、ピカレスク小説のはじまりとされる。主人公ラサリーリョは盲者や司祭、郷士など様々な主人に次々と仕えていく。彼らの偏屈な行動を主人公の独特な視点からペシミスティックで皮肉的に、しかし同情的に親しみを込めて物語る。そこにはある種の親しみやすさがあり、好景気にわく16世紀的楽観さがまだある。

## 語源
ピカレスクの語源はマテオ・アレマンの『ピカロ　―グスマン・デ・アルファラーチェの生涯―』の「ピカロ」から。悪者と訳されるが、単なる悪い人ではなく、この小説の主人公グスマンのように、
- 出生に含みのある表現がある（ユダヤ系や娼婦の子であることを暗喩しているものが多い）
- 社会的には嫌われ者である（が、キリスト教的には慈悲を施すべき対象）
- 食べる（生きる）ために罪を犯したり、いたずらをしたりする

というような特徴を持った者のことをピカロという。
『グスマン』では犯罪を繰り返す非道徳的な話をしながらそれを中断し、道徳的な訓話を挿入するというバロック的な対比をみせている。そして批判的な叙述はよりユーモアに溢れる一方で、より悲観主義の傾向を強めてゆく（詳しくはマテオ・アレマンを参照）。

## その後のピカレスク小説
『従士マルコス・デ・オブレゴン』（1618年）や『びっこの小悪魔』（1641年）のような写実的でありながら抒情的で詩的な小説が出てきた。それ以降では、風俗写実文に過ぎない小説が多く出版される。そんな中でケベードの『ドン・パブロスの生涯 (Historia del Buscón don Pablos)』（1626年）では、言葉遊びに富み、カリカチュアで装飾過多になり、さらに諷刺、揶揄、悲観主義の要素が色濃くなった。
しかし前述したグスマンのバロック手法は、ティルソ・デ・モリーナの『セビーリャの色事師と石の招客 (El Burlador de Sevilla y Convidado de piedra)』（1630年、モリーナ作ではないとする説あり。ドン・ファンが非道徳的行動をすることで道徳的規範を示す方法）に受け継がれている。

## 日本のピカレスク小説
現在でもピカレスクは世界各国で盛んに愛読されており、日本国内でも新作が発表され続けている。
日本のピカレスク小説も上述してきたような性格付けを受けた人物を主人公や重要人物として物語が展開される。このような人物が、暴力・犯罪の現場や経済市場などにおいて、時に激しく時に華麗に、一般的に悪と言われる行為を行ってゆき、一度は成功を収めるものの、結末において零落・破滅するのが和製ピカレスクの基本フォーマットとなっている。「光クラブ事件」に材を取った高木彬光の『白昼の死角』などがその典型である。また、欧米の作品と比較すると、宗教的背景や社会・文化的背景、生活感は比較的希薄である一方、ハードボイルド、ニヒリズム、ダンディズムと密接に結びついている場合が多い事も、特徴として言える要素である。
他方、主人公の悪漢が巨悪や猛悪に立ち向かうという構図で描かれる物語の場合、主人公が行う悪の行為は、結局は「正義のイメージ」のみを持ち、結末に至っても主人公が生き残るというパターンが、かなりの割合で存在するのも和製ピカレスクの大きな特徴と言える。
日本でピカレスク小説で知られた作家には、今東光、阿佐田哲也、大藪春彦、馳星周などがいる。馳星周の作品については、人間の暗部を深く抉るように描写して行く傾向が色濃く、アメリカのジム・トンプスンなどに代表される暗黒小説に色分けすることもできる。
また、これらとは別に、悪漢を主人公とした軽いタッチの「ピカレスク風」とでも呼ぶべき小説も様々な作家によって多く書かれている。生島治郎の『悪人専用』や『暗黒街道』などがその例として挙げられる。また、スポーツ新聞や男性週刊誌などに連載される官能小説でも、色事師や結婚詐欺師といった悪漢を主人公としたピカレスク小説の要素を持つものが存在していた。これらは本来のピカレスク小説に比して娯楽小説の要素が強い。
また、上述してきたような性格のキャラクターを物語の中核に据えた時代小説も少なくない。いずれも講談の『天保六花撰』を材に取った子母沢寛の『河内山宗俊』や藤沢周平の『天保悪党伝』などがその例として挙げられる。